# Nigeria aux Jeux olympiques d'été de 2000
Le Nigeria participe aux Jeux olympiques d'été de 2004 à Athènes. Il s'agit de leur 12e participation à des Jeux d'été.
La délégation nigériane, composée de 94 athlètes, termine quarante-et-unième du classement par nations avec 3 médailles (1 en or et 2 en argent).

## Nombre d'athlètes qualifiés par sport
Voici la liste des qualifiés et sélectionnés Nigerians par sport (remplaçants compris) :
| Sport      | Hommes | Femmes | Total |
| ---------- | ------ | ------ | ----- |
| Athlétisme | 15     | 15     | 30    |
| Boxe       | 4      | 0      | 4     |

## Liste des médaillés

### Médaillés d'or
- Sunday Bada, Clement Chukwu, Jude Monye, Enefiok Udo-Obong, Nduka Awazie (séries), Fidelis Gadzama (séries)  - Athlétisme, relais 4 x 400 m messieurs

### Médaillés d'argent
- Glory Alozie - Athlétisme, 100 m haies dames
- Ruth Ogbeifo - Haltérophilie, 75 kg dames

## Athlétisme

### Hommes
| Athlète                                                                              | Épreuve          | Séries        | Séries | Quarts de finale | Quarts de finale | Demi-finales  | Demi-finales | Finale        | Finale        |
| Athlète                                                                              | Épreuve          | Temps         | Rang   | Temps            | Rang             | Temps         | Rang         | Temps         | Rang          |
| ------------------------------------------------------------------------------------ | ---------------- | ------------- | ------ | ---------------- | ---------------- | ------------- | ------------ | ------------- | ------------- |
| Deji Aliu                                                                            | 100 m            | 10 s 35       | 2e     | 10 s 29          | 3e               | 10 s 32       | 6e           | Éliminé       | Éliminé       |
| Sunday Emmanuel                                                                      | 100 m            | 10 s 31       | 2e     | 10 s 36          | 3e               | 10 s 45       | 7e           | Éliminé       | Éliminé       |
| Seun Ogunkoya                                                                        | 100 m            | 10 s 72       | 8e     | Éliminé          | Éliminé          | Éliminé       | Éliminé      | Éliminé       | Éliminé       |
| Francis Obikwelu                                                                     | 200 m            | 20 s 76       | 1er    | 20 s 33          | 3e               | 20 s 71       | 7e           | Eliminé       | Eliminé       |
| Uchenna Emedolu                                                                      | 200 m            | 20 s 87       | 3e     | 20 s 93          | 8e               | Eliminé       | Eliminé      | Eliminé       | Eliminé       |
| Sunday Bada                                                                          | 400 m            | 45 s 75       | 5e     | 45 s 83          | 7e               | Eliminé       | Eliminé      | Eliminé       | Eliminé       |
| Jude Monye                                                                           | 400 m            | 45 s 79       | 1er    | 46 s 32          | 8e               | Eliminé       | Eliminé      | Eliminé       | Eliminé       |
| Nduka Awazie                                                                         | 400 m            | 46 s 81       | 6e     | Eliminé          | Eliminé          | Eliminé       | Eliminé      | Eliminé       | Eliminé       |
| Sylvester Omodiale                                                                   | 400 m haies      | 51 s 06       | 7e     | Eliminé          | Eliminé          | Eliminé       | Eliminé      | Eliminé       | Eliminé       |
| Uchenna Emedolu Nnamdi Anusim Sunday Emmanuel Deji Aliu                              | Relais 4 × 100 m | 38 s 85       | 3e     | Non disputé      | Non disputé      | DNF           | /            | Eliminé       | Eliminé       |
| Clement Chukwu Jude Monye Sunday Bada Enefiok Udo-Obong Nduka Awazie Fidelis Gadzama | Relais 4 × 400 m | 3 min 01 s 20 | 1er    | Non disputé      | Non disputé      | 3 min 01 s 06 | 1er          | 2 min 58 s 68 | Médaille d'or |

| Athlète    | Épreuve          | Qualification | Qualification | Finale      | Finale  |
| Athlète    | Épreuve          | Performance   | Rang          | Performance | Rang    |
| ---------- | ---------------- | ------------- | ------------- | ----------- | ------- |
| Chima Ugwu | Lancer du poids  | 19,11m        | 21e           | Eliminé     | Eliminé |
| Chima Ugwu | Lancer du disque | DNS           | /             | Eliminé     | Eliminé |

### Femmes
| Athlète                                                                 | Épreuve          | Séries        | Séries | Quarts de finale | Quarts de finale | Demi-finales | Demi-finales | Finale        | Finale            |
| Athlète                                                                 | Épreuve          | Temps         | Rang   | Temps            | Rang             | Temps        | Rang         | Temps         | Rang              |
| ----------------------------------------------------------------------- | ---------------- | ------------- | ------ | ---------------- | ---------------- | ------------ | ------------ | ------------- | ----------------- |
| Mercy Nku                                                               | 100 m            | 11 s 41       | 2e     | 11 s 26          | 3e               | 11 s 56      | 7e           | Eliminé       | Eliminé           |
| Mary Onyali                                                             | 100 m            | 11 s 36       | 3e     | 11 s 40          | 5e               | Eliminé      | Eliminé      | Eliminé       | Eliminé           |
| Joan Ekah                                                               | 100 m            | 11 s 60       | 3e     | 11 s 67          | 7e               | Eliminé      | Eliminé      | Eliminé       | Eliminé           |
| Mercy Nku                                                               | 200 m            | 23 s 14       | 2e     | 22 s 95          | 3e               | 23 s 40      | 5e           | Eliminé       | Eliminé           |
| Mary Onyali                                                             | 200 m            | 22 s 90       | 1er    | 23 s 03          | 5e               | Eliminé      | Eliminé      | Eliminé       | Eliminé           |
| Fatima Yusuf                                                            | 200 m            | 23 s 21       | 4e     | 23 s 21          | 6e               | Eliminé      | Eliminé      | Eliminé       | Eliminé           |
| Falilat Ogunkoya                                                        | 400 m            | 51 s 88       | 2e     | 50 s 49          | 2e               | 50 s 18      | 3e           | 50 s 12       | 7e                |
| Charity Opara                                                           | 400 m            | 51 s 77       | 1er    | 51 s 04          | 5e               | Eliminé      | Eliminé      | Eliminé       | Eliminé           |
| Bisi Afolabi                                                            | 400 m            | 51 s 61       | 2e     | 51 s 87          | 5e               | Eliminé      | Eliminé      | Eliminé       | Eliminé           |
| Glory Alozie                                                            | 100 m haies      | 12 s 84       | 1er    | 12 s 84          | 2e               | 12 s 68      | 1er          | 12 s 68       | Médaille d'argent |
| Angela Atede                                                            | 100 m haies      | 13 s 09       | 4e     | 13 s 11          | 7e               | Eliminé      | Eliminé      | Eliminé       | Eliminé           |
| Glory Alozie Benedicta Ajudua Mercy Nku Mary Onyali                     | Relais 4 × 100 m | 43 s 28       | 3e     | Non disputé      | Non disputé      | 42 s 82      | 3e           | 44 s 05       | 7e                |
| Bisi Afolabi Charity Opara Rosemary Okafor Falilat Ogunkoya Doris Jacob | Relais 4 × 400 m | 3 min 22 s 99 | 1er    | Non disputé      | Non disputé      | Non disputé  | Non disputé  | 3 min 23 s 80 | 4e                |

| Athlète            | Épreuve          | Qualification | Qualification | Finale      | Finale  |
| Athlète            | Épreuve          | Performance   | Rang          | Performance | Rang    |
| ------------------ | ---------------- | ------------- | ------------- | ----------- | ------- |
| Patience Itanyi    | Saut en longueur | 6,33 m        | 25e           | Eliminé     | Eliminé |
| Vivian Chukwuemeka | Lancer du poids  | 17,47 m       | 14e           | Eliminé     | Eliminé |

## Boxe

### Hommes
| Athlète            | Catégorie          | 16e de finale           | 8e de finale            | Quart de finale      | Demi-finale         | Finale              |
| Athlète            | Catégorie          | Adversaire Résultat     | Adversaire Résultat     | Adversaire Résultat  | Adversaire Résultat | Adversaire Résultat |
| ------------------ | ------------------ | ----------------------- | ----------------------- | -------------------- | ------------------- | ------------------- |
| Ajose Olusegun     | Poids welters      | Victoire Iran           | Défaite États-Unis 6-21 | Eliminé              | Eliminé             | Eliminé             |
| Jegbefumere Albert | Poids mi-lourds    | Non disputé             | Victoire Canada         | Défaite Tchéquie 7-8 | Eliminé             | Eliminé             |
| Rasmus Ojemaye     | Poids lourds       | Défaite Cuba            | Eliminé                 | Eliminé              | Eliminé             | Eliminé             |
| Samuel Peter       | Poids super-lourds | Victoire Roumanie 17-14 | Non disputé             | Défaite Italie 3-14  | Eliminé             | Eliminé             |